# Дияла (река)
Дия́ла (араб. نهر ديالى‎), также А́бе-Сирва́н, в верхнем течении — Гаверу́д, в среднем течении — Сирва́н) — река в Ираке, приток реки Тигр. Длина — 231 км. Площадь бассейна свыше 30 тыс. км². Средний годовой расход воды в низовье — 130 м³/с.
Образуется при слиянии реки Сирван с рекой Эльвенд на высоте 113 м нум. Имеет правый приток — реку Альванд.
Диялу перекрывает Мукдадийская плотина. Впадает в Тигр южнее Багдада. Дияла может использоваться для судоходства.

## История
По свидетельству Геродота, во время похода на Вавилон в 539 г. до н. э. персидский царь Кир II Великий приказал на время остановить наступление и с помощью сооружения каналов «наказать», то есть стереть с лица земли, реку Диялу, в которой утонула священная белая лошадь.